# Asii Chemnitz Narup
Asii Chemnitz Narup (Nuuk, 27 de junio de 1954) es una política groenlandesa. De 2009 a 2019 fue la alcaldesa de Sermersooq.
Fue elegida miembro del Parlamento de Groenlandia en representación del partido político Inuit Ataqatigiit en 2002, y reelegida en 2005. Fue ministra de medio ambiente y sanidad entre 2003 y 2006. Dimitió como protesta por lo que para ella era un mal funcionamiento del gobierno. En 2008 fue elegida alcaldesa de Nuuk, pero el 1 de enero de 2009 se convirtió en alcaldesa de Sermersooq, fruto de la fusión de varios municipios.